# Felletin
Felletin (okzitanisch Falatin) ist eine französische Gemeinde mit 1552 Einwohnern (Stand 1. Januar 2022) in der Region Nouvelle-Aquitaine. Sie liegt im Département Creuse, im Arrondissement Aubusson und im Kanton Felletin.

## Geographie
Felletin liegt etwa 7,5 Kilometer südlich von Aubusson am Fuß des Plateau de Millevaches. Im Westen begrenzt der Creuse die Gemeinde. Der Bahnhof von Felletin liegt an der Bahnstrecke Busseau-sur-Creuse-Ussel, die in Felletin endet.

## Geschichte
1121 bis 1125 wurde die Kirche Sainte-Valérie errichtet. 1356 fielen die Engländer während des Hundertjährigen Krieges in der Gegend und in dem Ort ein. Anfang des 15. Jahrhunderts wurde das Château de Beaumont zerstört. Neben den Ruinen ist nur noch die Kapelle erhalten. 1576 bis 1580 regierten die Hugenotten über den Ort. 1795 wurde die Kirche Saint-Blaise zerstört.

## Wappen
Blasonierung:In Gold drei rote Balken, der mittlere mit drei silbernen Blättern belegt.

## Wirtschaft
Der frühere Ruhm der Textilmanufakturen, der Gobelin-Manufakturen und Bildwirkereien, ist weitgehend niedergegangen. Das Ateliers Piton besteht noch.

## Verkehr
Felletin hat einen Bahnhof an der Bahnstrecke Busseau-sur-Creuse–Ussel und wird im Regionalverkehr von Zügen des TER Nouvelle-Aquitaine bedient.

## Bevölkerungsentwicklung
- 1962: 2161
- 1968: 2278
- 1975: 2291
- 1982: 2196
- 1990: 1985
- 1999: 1892
- 2006: 1912
- 2018: 1574

## Sport

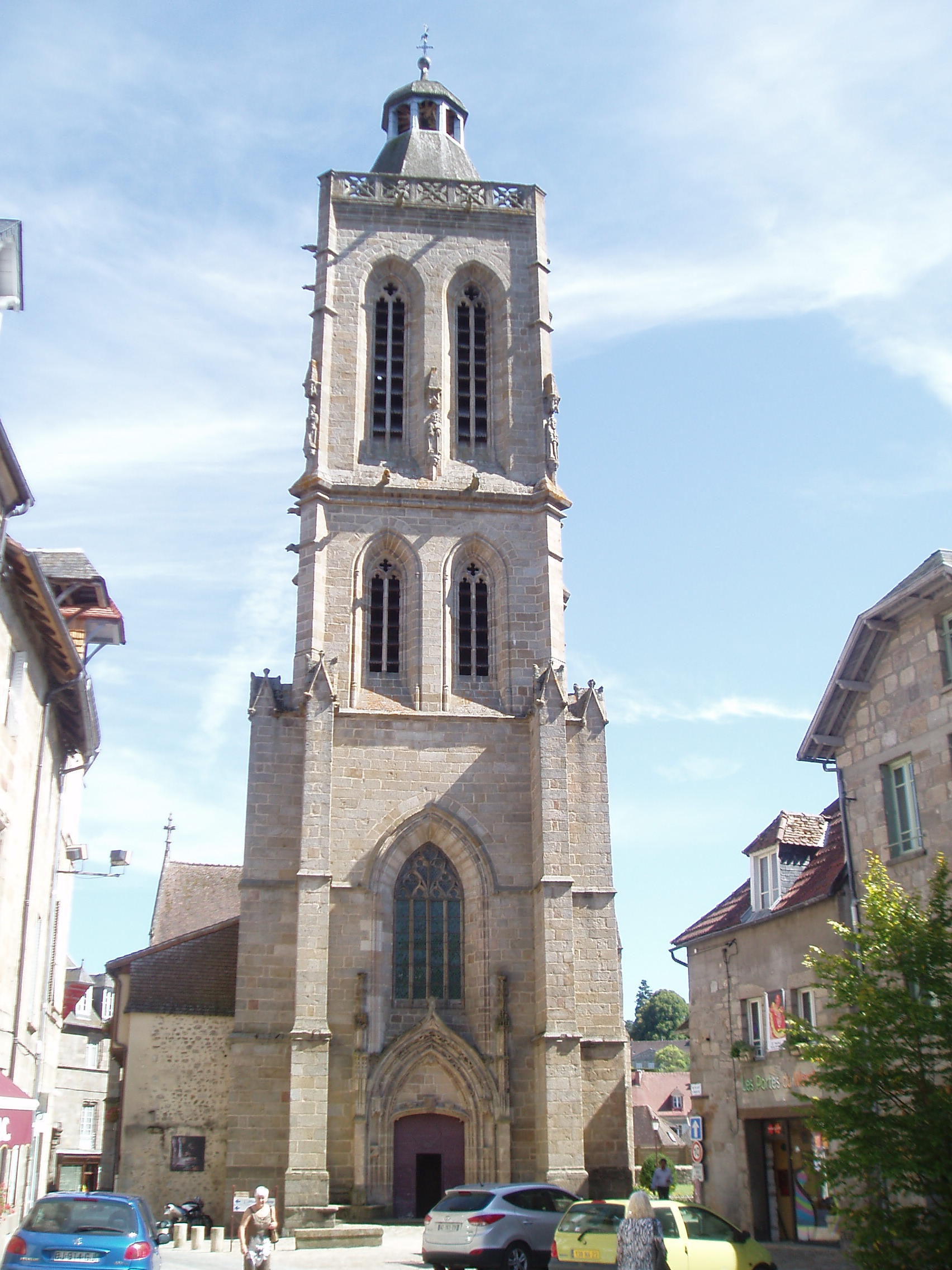
Kirche Sainte-Valérie

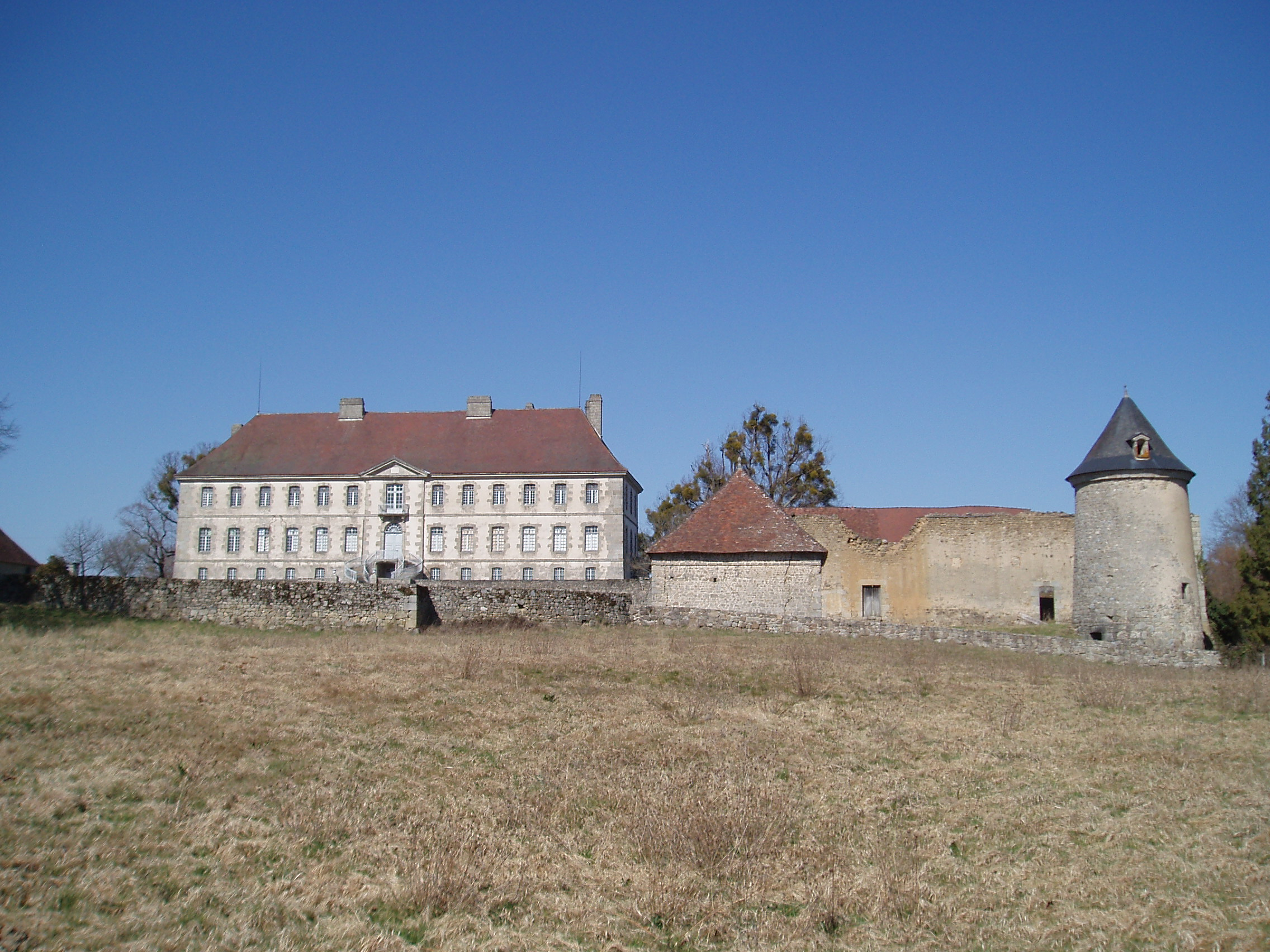
Château de Sainte-Feyre

Im Jahr 2023 führte die Tour de France auf der 9. Etappe durch Felletin. Auf der Route d'Arfeuille wurde neben dem Dolmen de la Croix Blanche mit der Côte de Felletin (660 m) eine Bergwertung der 4. Kategorie abgenommen. Diese sicherte sich der US-Amerikaner Neilson Powless.

## Sehenswürdigkeiten
- Kirche Sainte-Valérie (auch Église du Moutier), Monument historique
- Kirche Notre-Dame-du-Château de Felletin, Monument historique
- Ruinen der blauen (15. Jahrhundert) und weißen Kapelle (1625)
- Château d’Arfeuille aus dem 12. Jahrhundert
- Totenleuchten
- Dolmen de la Croix Blanche aus der Zeit um 2750 vor Christus (Monument historique)
- Roby-Brücke, mittelalterliche Brücke (Monument historique), die den Namen eines Industriellen aus dem 18. Jahrhundert trägt
- Ehemalige Diamantenschleiferei (in Betrieb von 1890 bis 1982)[3]

## Persönlichkeiten
- Léonard Bandy de Lachaud (1729–1803), Kaufmann und Politiker
- Gilbert Bandy de Nalèche (1756–1820), General und Politiker
- Jacques-Auguste Rousseau (1813–1898), Kommandeur der Ehrenlegion
- Jacques-Joseph Grancher (1843–1907), Pädiater
- Gabriel Chabrat (* 1936), Maler

## Gemeindepartnerschaft
Felletin unterhält eine Partnerschaft mit der österreichischen Gemeinde Schladming in der Steiermark.